# Municipio de Wayne (condado de Crawford)
El municipio de Wayne (en inglés: Wayne Township) es un municipio ubicado en el condado de Crawford en el estado estadounidense de Pensilvania. En el año 2000 tenía una población de 1.558 habitantes y una densidad poblacional de 17 personas por km².

## Geografía
El municipio de Wayne se encuentra ubicado en las coordenadas 41°34′00″N 79°57′59″O / 41.56667, -79.96639.

## Demografía
Según la Oficina del Censo en 2000 los ingresos medios por hogar en la localidad eran de $40,208 y los ingresos medios por familia eran de $45,438. Los hombres tenían unos ingresos medios de $32,500 frente a los $21,012 para las mujeres. La renta per cápita de la localidad era de $17,128. Alrededor del 19,5% de la población estaba por debajo del umbral de pobreza.